# Zamudio (serie de televisión)
Zamudio: Perdidos en la noche es una miniserie de televisión chilena producida por Villano Producciones para TVN y estrenada el 29 de marzo de 2015.
La serie está basada en el controvertido libro Solos en la noche: Zamudio y sus asesinos, del periodista Rodrigo Fluxá, que describe el asesinato homofóbico de Daniel Zamudio (que fue golpeado y torturado en el Parque San Borja de Santiago por otros cuatro jóvenes —presuntamente neonazis— la noche del 2 de marzo de 2012, ataque que le provocó la muerte 25 días después) no como un hecho fortuito, sino como el resultado lógico del ambiente social en el que les tocó vivir tanto a la víctima como a sus victimarios. Fue adaptada por Enrique Videla y dirigida por Juan Ignacio Sabatini.
Protagonizada por Nicolás Rojas, Michael Silva, Ernesto Meléndez, Sebastián Rivera y Matías Orrego, cuenta con las participaciones estelares de Jaime Omeñaca, Francisca Gavilán, Daniel Muñoz, Amparo Noguera y Luz Jiménez.

## Argumento
Daniel Zamudio (Nicolás Rojas) sentía que pertenecía a otro mundo, donde pudiera expresarse libremente y sin complejos, donde vivir la intensidad de las emociones a flor de piel sin cuestionarse y disfrutar cada parte de la vida. Escuchando sus canciones favoritas y caminando por Providencia, Daniel sentía que su futuro se le abría cada vez más. Entre sus ganas de entrar en la televisión y la alegría de una relación plena con un hombre mayor de mejor situación económica las cosas mejoraban y harían olvidar sus humildes inicios en San Bernardo. Pero lamentablemente la frágil escalera de cristal que estaba construyendo se fue desmoronando cuando enfrentado a su realidad terminó la relación que lo mantenía ilusionado, llevándose con ella los grandes gustos y la vida acomodada a la que se estaba acostumbrando sumiéndolo en una profunda depresión que dejaría más de una huella en él. 
En la más profunda soledad y sin destino fijo, Daniel se entregó a la vorágine de la noche y en una de sus salidas más extremas, el destino lo encontró con un grupo de cuatro personas quienes sellarían su lamentable destino.

## Reparto

### Personajes principales
- Nicolás Rojas como Daniel Zamudio.
- Michael Silva como Ariel Andrade (basado en Alejandro Angulo).
- Ernesto Meléndez como Alejandro "Jano Core" Godoy (basado en Patricio "Pato Core" Ahumada).
- Sebastián Rivera como Ramón Contreras (basado en Raúl López).
- Matías Orrego como Matías Soto (basado en Fabián Mora).
- Jaime Omeñeca como Fiscal Ernesto Vásquez
- Daniel Muñoz como Iván Zamudio.
- Francisca Gavilán como Jacqueline Vera.
- Luz Jiménez como Elena Muñoz “La mami”.
- Amparo Noguera como Marcela.
- Omar Morán como Joaquín.
- Giannina Fruttero como Ivania Zamudio.
- María Paz Grandjean como Hortensia Zamorano.
- Cristián Chaparro como José Luis.
- Mauricio Pitta como Señor Godoy.
- Armin Felmer como Tomás.

## Episodios
| N.º | Título                     | Dirigido por          | Escrito por                                        | Fecha de lanzamiento original |
| --- | -------------------------- | --------------------- | -------------------------------------------------- | ----------------------------- |
| 1   | «Soy Daniel»               | Juan Ignacio Sabatini | Enrique Videla, Paula del Fierro & Vladimir Rivera | 29 de marzo de 2015           |
| 2   | «La vida es muy corta»     | Juan Ignacio Sabatini | Enrique Videla, Paula del Fierro & Vladimir Rivera | 5 de abril de 2015            |
| 3   | «Los verdaderos culpables» | Juan Ignacio Sabatini | Enrique Videla, Paula del Fierro & Vladimir Rivera | 12 de abril de 2015           |
| 4   | «Un desenlace evitable»    | Juan Ignacio Sabatini | Enrique Videla, Paula del Fierro & Vladimir Rivera | 19 de abril de 2015           |